# Phalacrus coruscus
Phalacrus coruscus là một loài bọ cánh cứng trong họ Phalacridae. Loài này được Panzer miêu tả khoa học năm 1797.